# Molapo
Molapo (* 1814; † 28. Juni 1880 in Leribe; auch Molapo Jeremiah Moshoeshoe) war ein Oberhaupt (Sesotho morena, englisch Chief) des Volkes der Basotho im historischen Lesotho und in der britischen Kolonie Basutoland.

## Leben
Molapo war der zweite Sohn von morena e moholo Moshoeshoe I., dem Gründer der Basotho-Nation, und dessen Hauptfrau ’Mamohato. Ein weiterer Sohn der Hauptfrau war Masopha. Molapo besuchte auf Wunsch seines Vaters zusammen mit seinem älteren Bruder Letsie ab 1833 die erste christliche Schule im Basotho-Gebiet in Morija, die von der Société des missions évangéliques de Paris eingerichtet worden war. Dort ließ er sich 1840 taufen und erhielt den Taufnamen Jeremiah. Später distanzierte er sich vom Christentum.

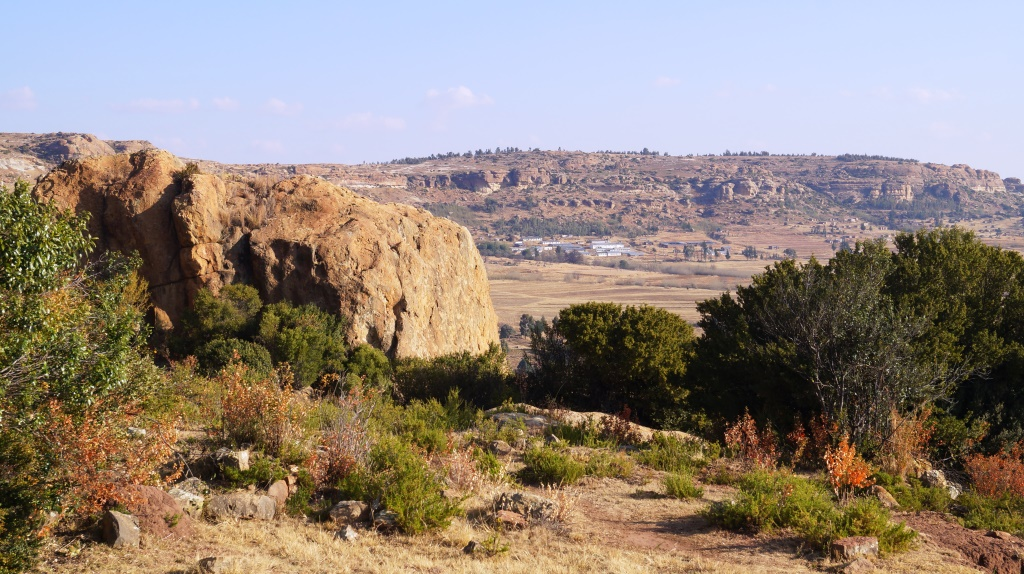
Überreste von Molapos Siedlung in Leribe (vor 1865)

Er siedelte mit seinen Anhängern bei Leribe beidseits des Caledon. In der Region war er der einzige Mosotho, der lesen konnte.
Während des Seqiti-Krieges schloss er einen Friedensvertrag mit den Buren des Oranje-Freistaats. Dabei musste er den Verlust seiner Gebiete westlich des Caledon einräumen. Damit zwang er auch die anderen Oberhäupter, darunter seinen Vater, der Abtretung der übrigen Gebiete westlich des Flusses im „Frieden von Thaba Bosiu“ zuzustimmen. Mit der Gründung der britischen Kolonie Basutoland im Jahr 1868 wurde Molapo im Bereich Leribe als traditionelles Oberhaupt anerkannt.
Moshoeshoe erreichte, dass Letsies erstgeborene Tochter Senate Molapos Sohn Josefa heiratete, damit deren erster Sohn die Erbfolge antreten konnte – der Plan misslang aber, da Josefa psychisch krank war. Molapo starb kurz vor Ausbruch des Gun War. Er wurde wie sein Vater und mehrere Brüder auf dem Berg Thaba Bosiu beerdigt.
Molapo hatte mehrere Frauen und neben Josefa zahlreiche weitere Kinder, darunter Jonathan Molapo und Joel Molapo, die jahrzehntelang um die Nachfolge kämpften. Einer seiner Nachfahren war der erste Premierminister Lesothos, Leabua Jonathan, Sohn einer Nebenfrau von Jonathan Molapo.

## Sonstiges
Die Bana ba Molapo („Kinder Molapos“) sind ein Verband, der sich auf Molapo als Vorfahren bezieht.